# Wilson Peña
Pour les articles homonymes, voir Peña.
Peña  Molano est un nom espagnol. Le premier nom de famille, en général paternel, est Peña ; le second, en général maternel, souvent omis, est Molano.
Wilson Estiben Peña Molano, né le 21 mars 1998 à Zipaquirá (Cundinamarca), est un coureur cycliste colombien.

## Palmarès sur route

### Par année
- 2017
  - 2e du Grand Prix de la ville de Vinci
- 2021
  - Clásica de Fusagasugá
    - Classement général
    - 1re étape (contre-la-montre)

  - 3e étape de la Vuelta a Boyacá
  - 2e de la Vuelta a Boyacá
  - 3e du Clásico RCN
- 2022
  - Vuelta al Tolima :
    - Classement général
    - 4e étape

  - 2e de la Vuelta al Valle
- 2023
  - Prologue de la Clásica de Fusagasugá
  - 5e, 6e et 7e étapes du Tour de Colombie[n 1]
  - 2e du Tour de Colombie[n 2]
  - 3e de la Vuelta al Tolima
- 2024
  - 4e étape du Tour de Colombie
  - Prologue du Tour de la Guadeloupe
  - 9e étape du Clásico RCN (contre-la-montre)
  - 3e du Tour de Colombie
- 2025
  - Vuelta Bantrab : 
    - Classement général
    - 3e étape

  - Clásica de Fusagasugá : 
    - Classement général
    - 1re et 2e étapes

  - 2e de la Clásica de Anapoima

### Classements mondiaux
| Année                                 | 2022  | 2023  | 2024  |
| ------------------------------------- | ----- | ----- | ----- |
| Classement mondial                    | 1530e | 1342e | 1186e |
| UCI America Tour                      | 222e  | nc    | nc    |
|                                       |       |       |       |
| Légende : nc = non classéSource : UCI |       |       |       |

## Palmarès en VTT

### Championnats panaméricains
- Catamarca 2016
  -  Champion panaméricain de cross-country juniors

### Championnats nationaux
- 2015
  - 2e du championnat de Colombie de cross-country juniors
- 2016
  -  Champion de Colombie de cross-country juniors